# Plesiopelma semiaurantiacum
Plesiopelma semiaurantiacum là một loài nhện trong họ Theraphosidae.
Loài này thuộc chi Plesiopelma. Plesiopelma semiaurantiacum được Eugène Simon miêu tả năm 1897.